# Cova Remígia

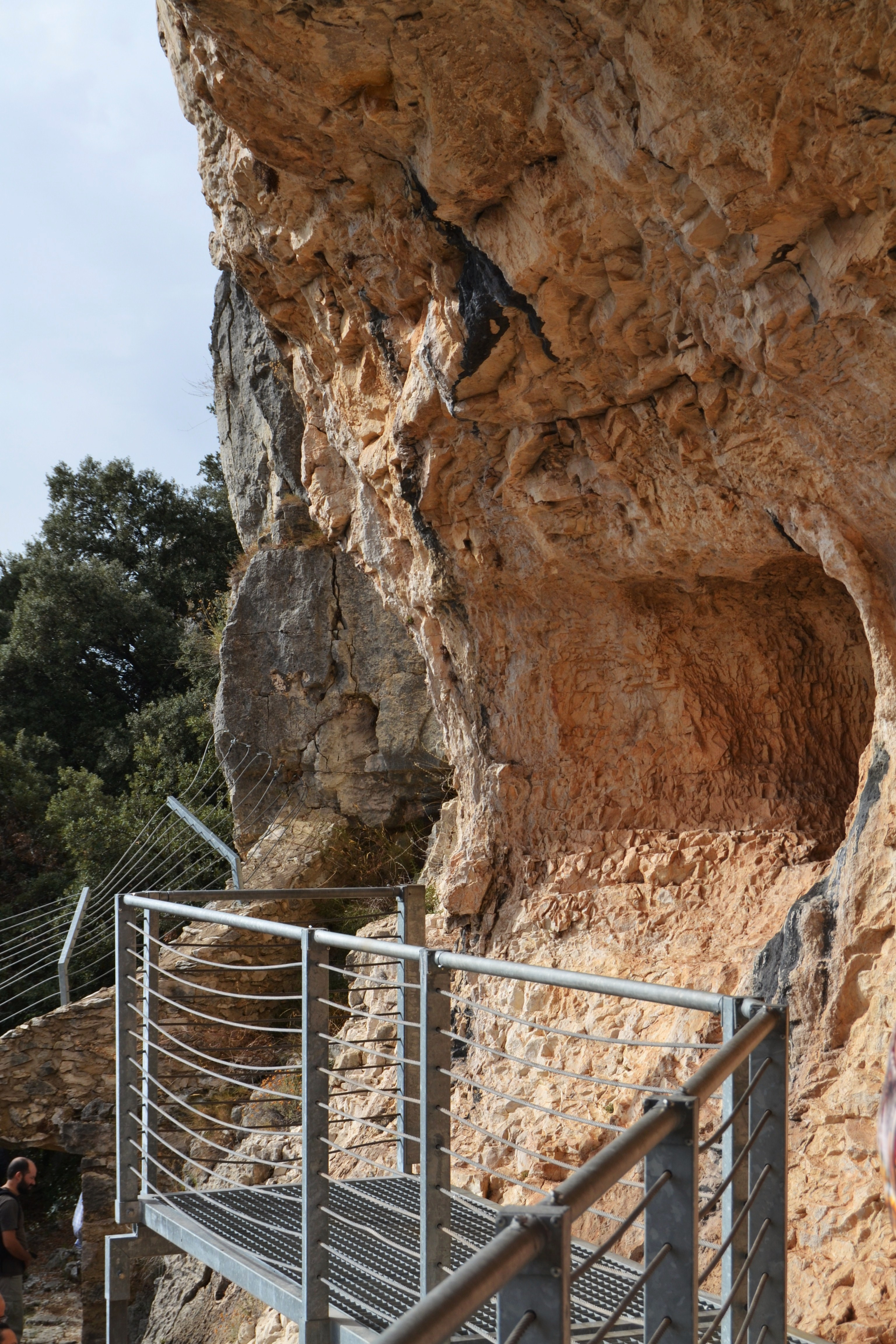
Abric de la cova Remígia

La cova Remígia és una balma o abric situada al municipi d'Ares del Maestrat (l'Alt Maestrat), coneguda per les pintures rupestres de l'estil llevantí. Forma part del conjunt de pintures rupestres del barranc de la Gasulla i la mola Remígia.
El conjunt de la cova Remígia fou descobert el 1935 mitjançant una publicació de caràcter monogràfica per Joan Baptista Porcar, Hugo Obermaier i Henri Breuil. S'hi troben fins a 6 composicions pictòriques amb multitud de figures antropomorfes i zoomorfes que representen escenes de caça majoritàriament.